# Hochschlag (Fischbacher Alpen)
Der Hochschlag  ist ein 1580 m ü. A. hoher Berg der Fischbacher Alpen im österreichischen Bundesland Steiermark. Er ist der höchste Punkt eines Bergrückens, zu dem auch noch die schwach ausgeprägten Gipfel Ebenschlag (1547 m ü. A.), Aibel (1394 m ü. A.) und Dornerkogel (alternativ Dornkogel; 1336 m ü. A.) gehören. Der Hochschlag ist Typlokalität für den Hochschlag-Kalk.

## Lage und Naturraum
Der Hochschlag liegt nördlich der Breitenau, eines orographisch linken Seitentals des Mittleren Murtals. Er ist der höchste und südöstlichste Punkt des eingangs genannten Bergrückens, der in Form eines nach Süden offenen Us den sogenannten Klammgraben  umschließt. Der Ebenschlag liegt im Nordosten des Rückens, der Aibel im Norden und der Dornerkogel im Südwesten und damit dem Hoschlag „gegenüber.“ Neben diesen benannten Gipfeln befinden sich auf dem Bergrücken noch einige unbenannte Kuppen und die Flur Tiroler Schlag zwischen Ebenschlag und Hochschlag. Der Großteil des Bergrückens und einige Hänge sind Almweiden.

Gipfel
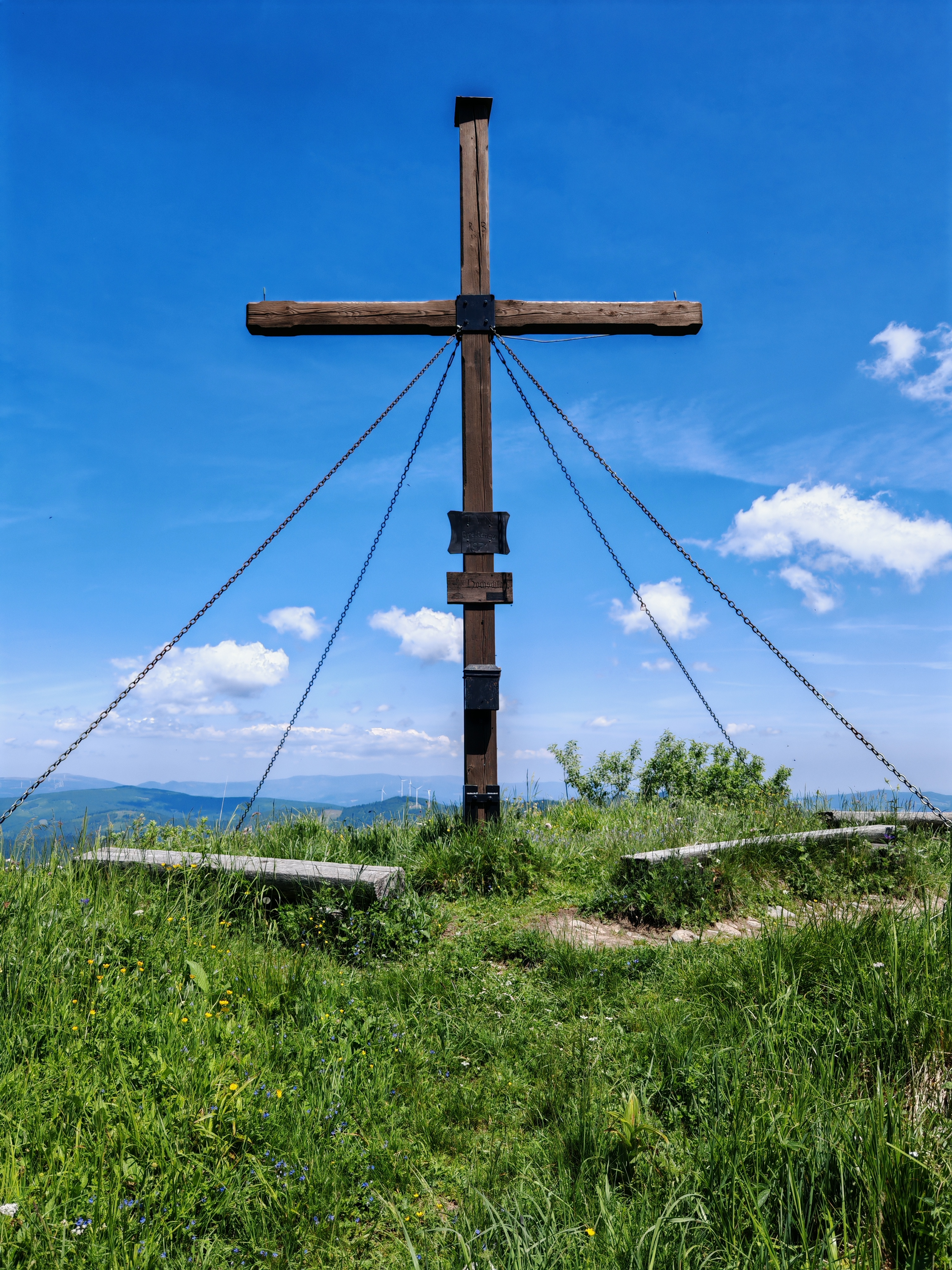
Gipfelkreuz des Hochschlags
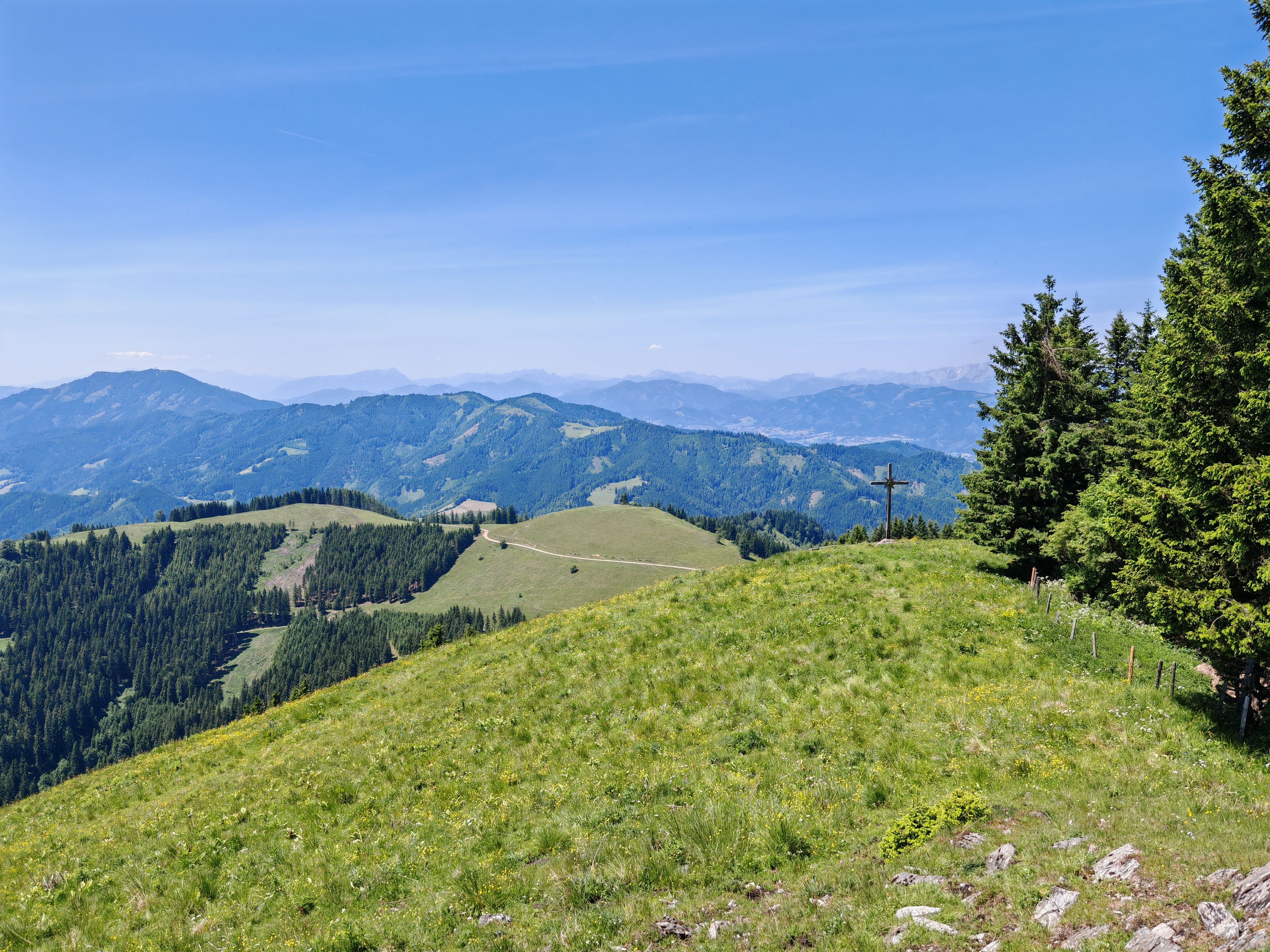
Blick vom Ebenschlag (Gipfelkreuz) zum Aibel (grasige Kuppe mittig)
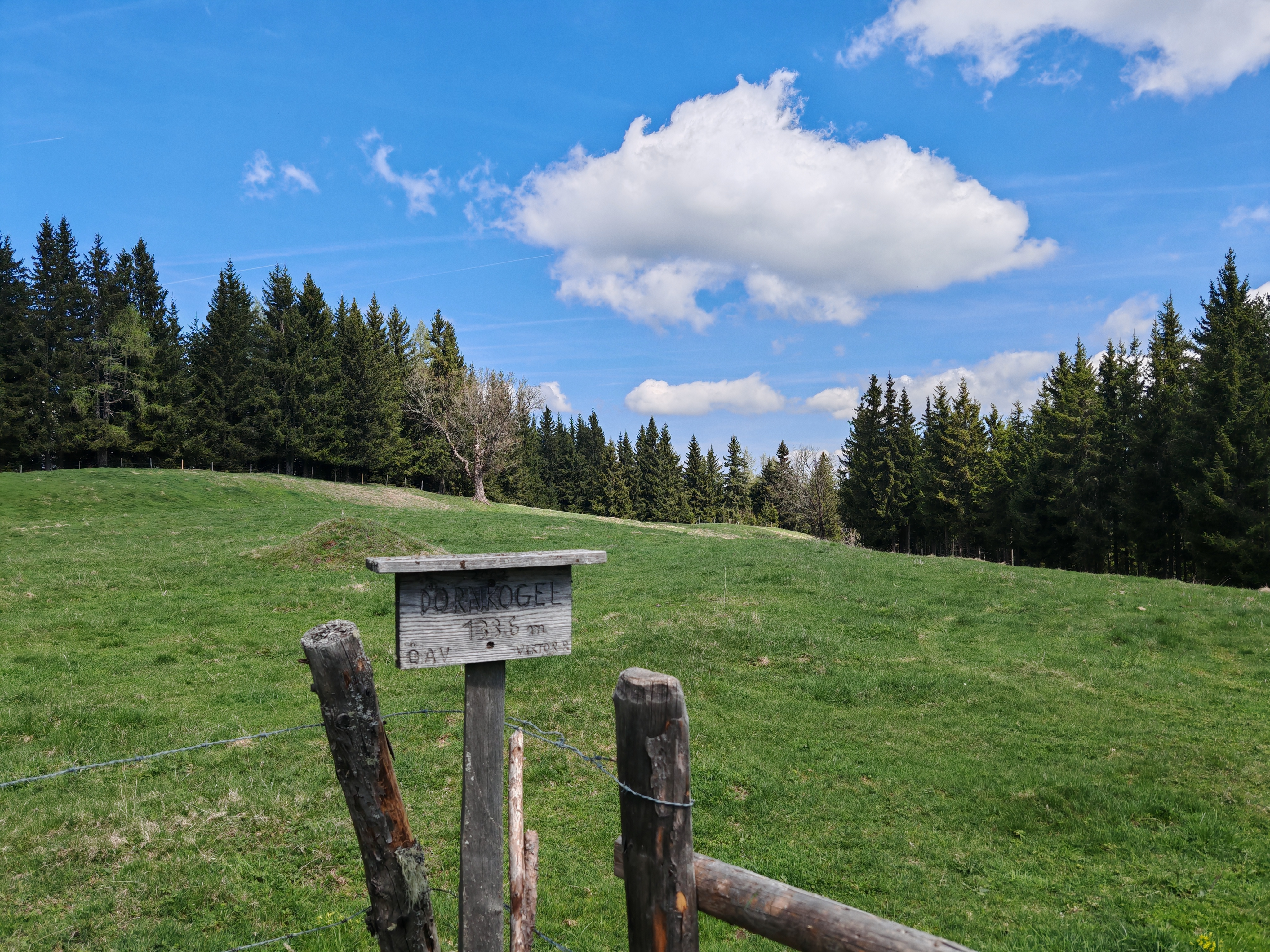
Weide am niedrigen Dorn(er)kogel

### Hydrologie
Der Klammgraben ist ein Seitental der Breitenau, er entwässert über den Ulrichsbach nach Süden zum Breitenauer Bach und somit in die Mur. Nach Norden und Nordosten hin bildet der u-förmige Bergrücken die Wasserscheide zur Mürz. Vom Aibel aus läuft ein ein niedrigerer, sich zunehmend verzweigender Kamm nach Norden bis zur Ortschaft Stanz im Mürztal, hier ist das Quellgebiet des Stanzbaches. Östlich des Hochschlags setzt ein weiterer Kamm an, hier liegt südlich der sogenannten Maißhöhe das Straßegg, ein Pass, der die Breitenau abschließt und die Wasserscheide zwischen Mur und Raab bildet.

### Geologie
In geologischer Hinsicht gehört der Bergrücken zum Grazer Paläozoikum, das durch größtenteils marine Kalk- und Dolomit-Ablagerungen aus dem Silur und dem Devon (vor 450 bis 350 Millionen Jahren) gekennzeichnet ist. Diese Decken sind komplex übereinandergeschoben und verfaltet, einige können als Hochschlag-Schöckel-Deckengruppe zusammengefasst werden. Der Hochschlag ist überdies Typlokalität für den Hochschlag-Kalk, aus dem der Ost- und Nordteil des genannten Bergrückens vorrangig aufgebaut ist. Der Westteil (Dornerkogel und nördlich davon) besteht aus Gesteinen der Laufnitzdorfer Gruppe (ebenfalls Teil des Grazer Paläozoikums; Tuff, Sandstein, Grauwacke, Schiefer).

## Wege
Der kürzteste Weg auf den Hochschlag beginnt östlich beim Straßegg und führt von dort nach Norden via Maißhöhe auf den Gipfel. Diese Strecke ist Teil einer Variante des Zentralalpenweges, diese führt vom Hochschlag weiter über den Bergrücken zum Aibel und von dort nach Westen hinab zum Eibeggsattel (der seinerseits Ausgangspunkt einer Wanderung zum Hochschlag sein kann). Etappenziel dieser Variante ist das Rennfeld. Die leichtere Hauptroute des Zentralalpenwegs führt vom Straßegg nach Süden über die Teichalm.
Von Norden (Stanz im Mürztal) kommend führen Wege sowohl zum Aibel als auch zur Maißhöhe und somit von zwei Richtungen auf den Hochschlag. Von Süden kommend führen markierte Wege aus der Breitenau oder dem Klammgraben auf den Dornerkogel.
Zwischen Aibel und Ebenschlag befindet sich die Hofbauerhütte, sie wird in der warmen Jahreszeit an Wochenenden bewirtschaftet.

Galerie
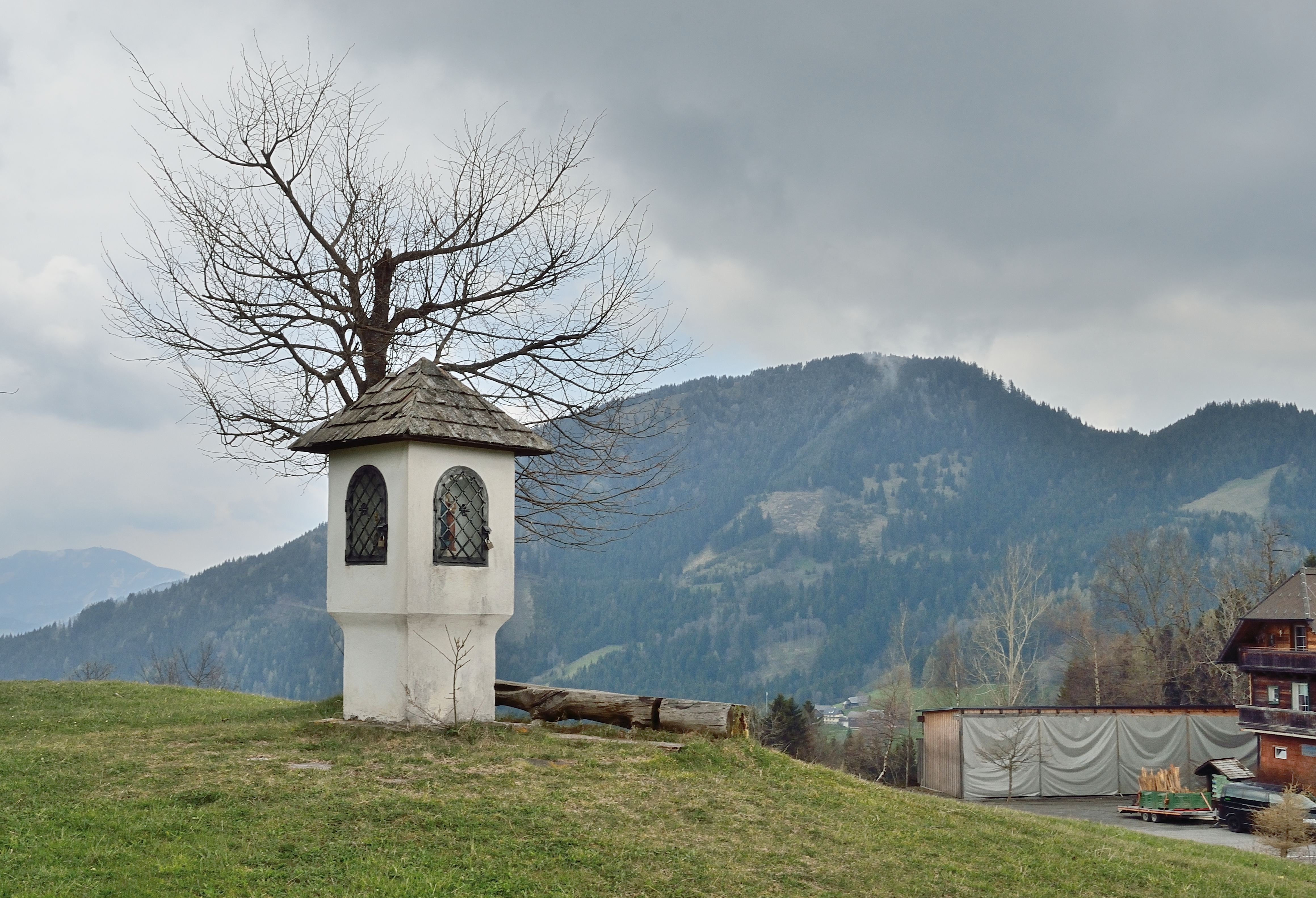
Marterl am Straßegg, rechts hinten (=nordwestlich) der Hochschlag
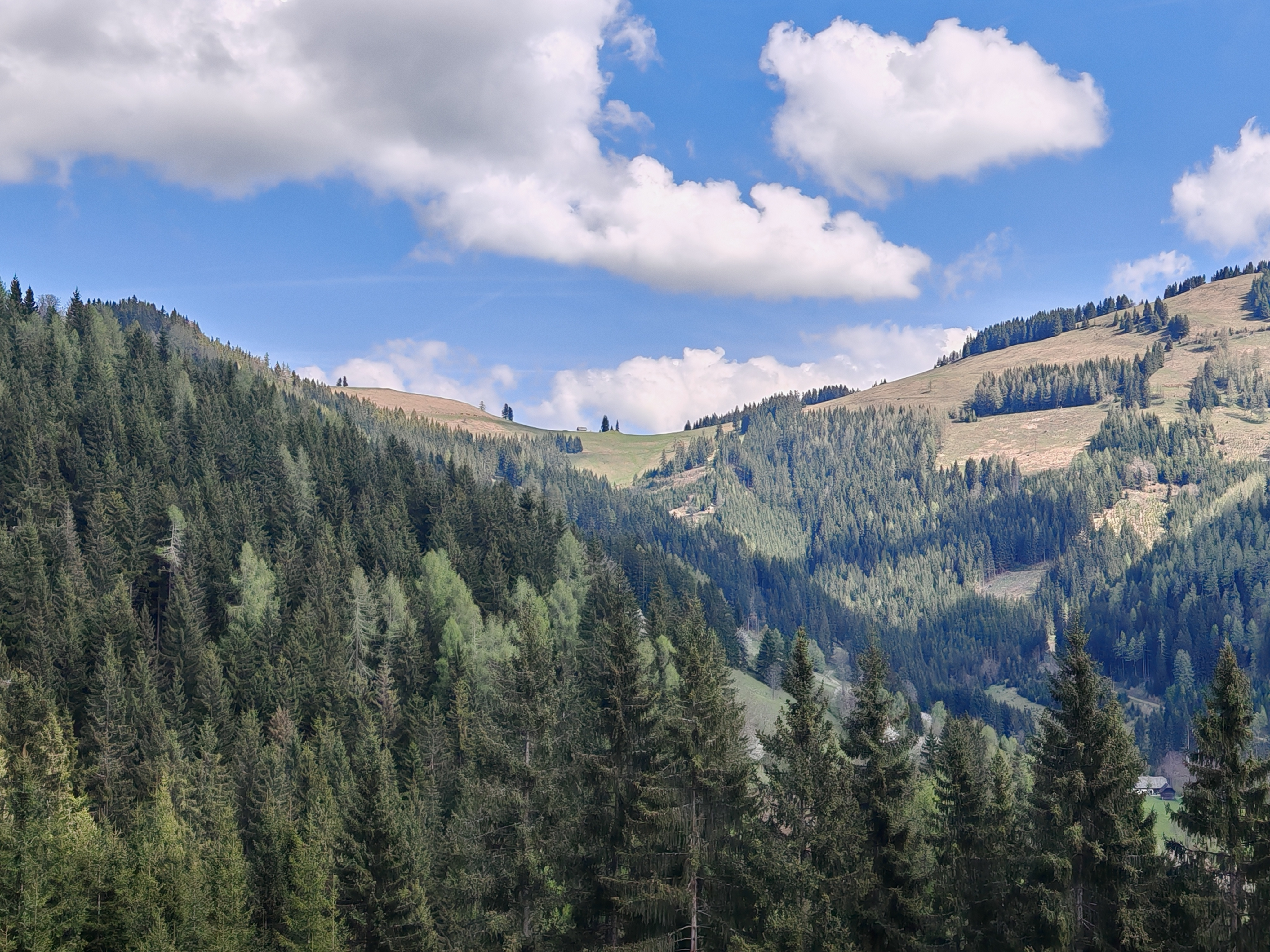
Blick vom Dornerkogel nach Nordosten auf Hofbauerhütte und Aibel (grasige Kuppe links hinten)
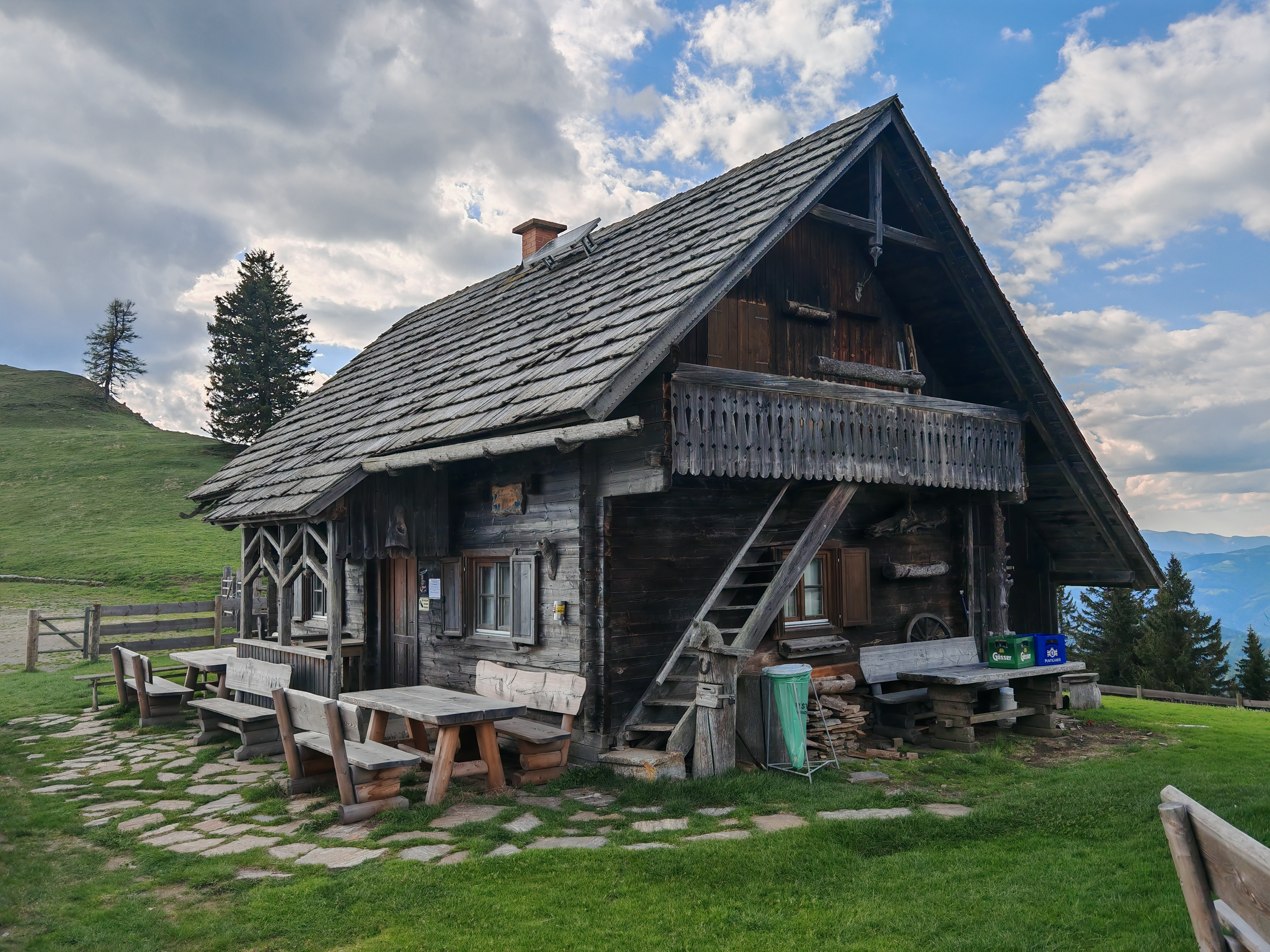
Hofbauerhütte
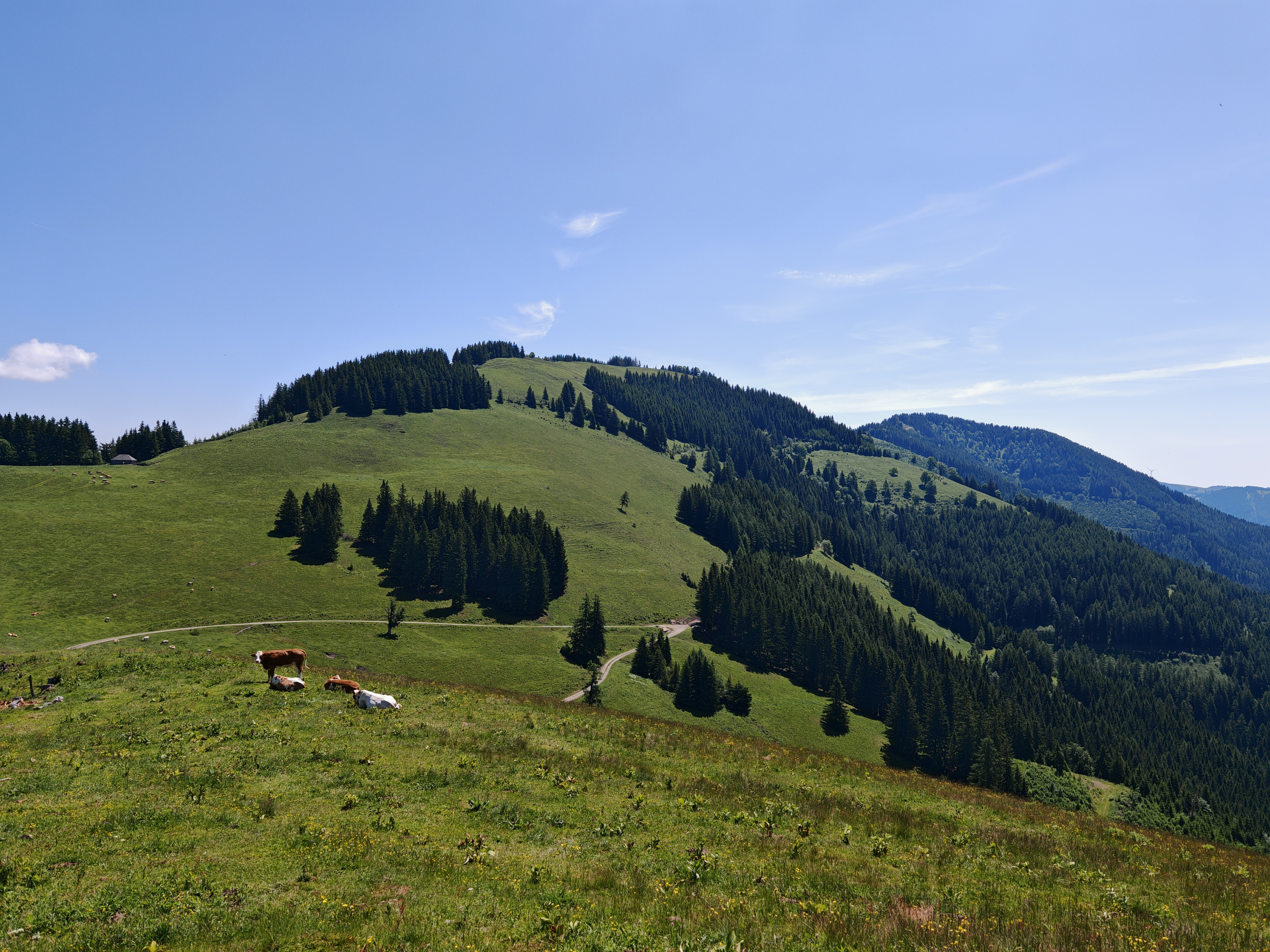
Almenlandschaft am Aibel, Blick nach Südosten zum Ebenschlag (mittig) und Hochschlag (rechts dahinter)
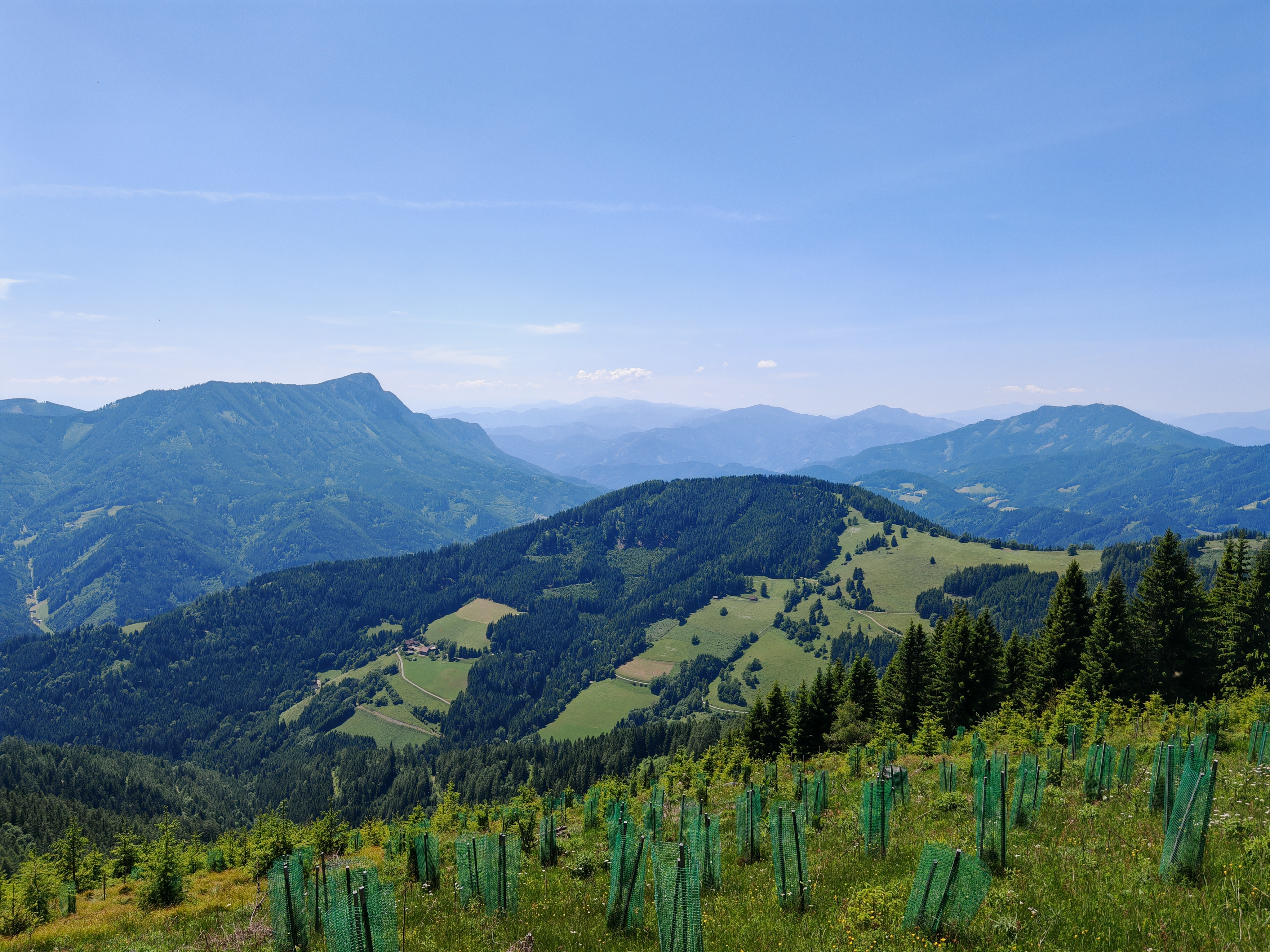
Blick von der Flur Tiroler Schlag nach Südwesten zum Dornerkogel. Dahinter links der Hochlantsch, rechts das Rennfeld